# Sauceda del Naranjo
Sauceda del Naranjo är en ort i Mexiko.   Den ligger i kommunen San Juan de Sabinas och delstaten Coahuila, i den centrala delen av landet, 1 000 km norr om huvudstaden Mexico City. Sauceda del Naranjo ligger 416 meter över havet och antalet invånare är 220.
Terrängen runt Sauceda del Naranjo är platt. Runt Sauceda del Naranjo är det ganska glesbefolkat, med 32 invånare per kvadratkilometer. Närmaste större samhälle är Palau, 3,7 km söder om Sauceda del Naranjo. Trakten runt Sauceda del Naranjo består i huvudsak av gräsmarker.